# Solennità di Cristo Re
La Solennità di Cristo Re dell'Universo nella Chiesa cattolica e in altre denominazioni cristiane (gli anglicani, i presbiteriani e alcuni luterani e metodisti) indica un ricordo particolare di Gesù Cristo visto come re di tutto l'universo.

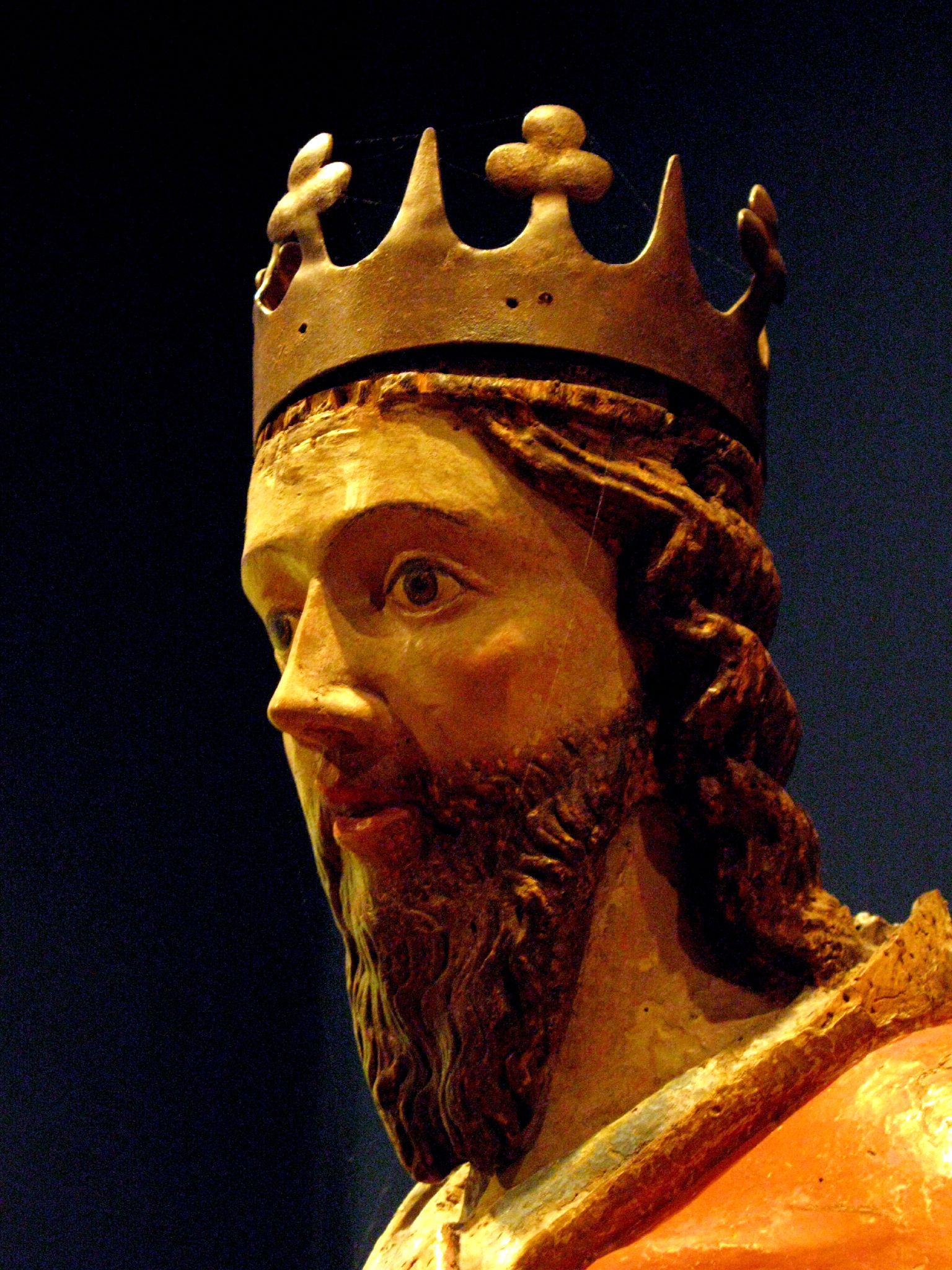
Statua di Cristo incoronato, Germania meridionale, I metà del XIV secolo.

## Nella Chiesa cattolica
Con essa si vuole sottolineare che la figura di Cristo rappresenta per i cattolici il Signore della storia e del tempo.
La storia della festa può essere fatta risalire al 1899, quando papa Leone XIII stabilì l'11 maggio la consacrazione universale degli uomini al Cuore di Gesù. Nello stesso anno il gesuita italiano Sanna Solaro scrisse a tutti i vescovi italiani perché sottoscrivessero una petizione per chiedere l'istituzione di una festa liturgica. Quarantanove vescovi aderirono alla petizione.
Una nuova supplica fu presentata a papa Pio XI dopo il Congresso eucaristico internazionale di Roma, nei primi mesi del suo pontificato, sottoscritta da 69 prelati. Nel 1923 fu presentata una terza supplica, con la firma di 340 fra cardinali, arcivescovi, vescovi e superiori generali. Nella supplica si chiedeva: «Per riparare gli oltraggi fatti a Gesù Cristo dall'ateismo ufficiale, la Santa Chiesa si degni stabilire una festa liturgica che, sotto un titolo da essa definito, proclami solennemente i sovrani diritti della persona regale di Gesù Cristo, che vive nell'Eucaristia e regna, col Suo Sacro Cuore, nella società». La domanda fu sostenuta da duecento ordini e congregazioni religiose, dodici università cattoliche e da petizioni firmate da centinaia di migliaia di fedeli in tutto il mondo. Non mancò qualche obiezione: secondo alcuni il tema di questa festa era già celebrato nell'Epifania, altri giudicavano sempre più obsoleta la monarchia come forma di governo.

Finalmente papa Pio XI stabilì la festa di Cristo Re con l'enciclica Quas Primas dell'11 dicembre 1925, fissandola all'ultima domenica di ottobre. Dice il Papa nell'Enciclica: 
(Pio XI, Quas primas)
Spesso si attribuisce all'introduzione della festa anche un significato storico: nell'età del totalitarismo affermare la regalità di Cristo doveva rendere relative le suggestioni dei regimi, che pretendevano dai popoli un'adesione personale assoluta.

### La data della celebrazione
Originariamente la festa era l’ultima domenica di ottobre prima della solennità di tutti i santi. Dopo il Concilio Vaticano II, il Messale romano riformato, approvato dalla costituzione apostolica di Paolo VI «Missale romanum» (3 aprile 1969) la colloca all'ultima domenica dell'anno liturgico, ovvero prima delle domeniche di avvento. Il prefazio della Messa definisce quello di Cristo «regno eterno e universale, regno di verità e di vita, regno di santità e di grazia, regno di giustizia, di amore e di pace». Nella forma extraordinaria del rito romano si conserva la data dell'ultima domenica di ottobre: una Domenica dopo Pentecoste viene sostituita dalla Messa della festa e la variabilità della data della Pasqua fa sì che di anno in anno la domenica sostituita sia diversa. Nel corso della riforma liturgica seguita al Concilio Vaticano II la Congregazione per la Dottrina della Fede richiese al Consilium ad exsequendam Constitutionem de Sacra Liturgia di mantenere la festa di Cristo Re alla sua data originaria, ma la richiesta non venne accolta. Nel Messale riformato la festa di Cristo Re ha anche mutato il suo nome, passando da Domini Nostri Iesu Christi Regis a Domini Nostri Iesu Christi Universorum Regis: questo cambiamento riflette una minore enfasi sull'aspetto storico della regalità di Cristo e un'accentuazione del significato escatologico. Questo intento è ancora più evidente nelle modifiche all'inno dei vespri Te saeculorum Principem, dal quale sono state eliminate o modificate le strofe che insistono sulla regalità sociale di Gesù Cristo in faccia al laicismo e sulla necessità che i capi delle nazioni, i maestri, i giudici, le leggi e le arti diano pubblica testimonianza della regalità di Cristo.
Anche nel rito ambrosiano, la solennità di Nostro Signore Gesù Cristo Re dell'Universo corrisponde all'ultima domenica dell'anno liturgico, ma - poiché l'Avvento ambrosiano, con cui comincia l'anno liturgico, è più lungo di due settimane rispetto all'Avvento romano - essa si colloca nella domenica che precede (o coincide) con l'11 novembre, festa di san Martino (l'Avvento ambrosiano inizia infatti nella domenica che segue tale festa).
In tutti questi casi, questa celebrazione è collocata in modo da favorire un collegamento teologico con il mistero della morte, vinta da Cristo, e delle realtà ultime in generale. Nella forma antica precede immediatamente la festa di Tutti i Santi e la Commemorazione dei defunti e il collegamento è sottolineato dall'epistola (Colossesi 1,12-20) in cui Cristo, «capo della Chiesa», è il «primogenito dai morti»; mentre nella forma più recente chiude l'anno liturgico e il mese di novembre, dedicato ai defunti dalla pietà popolare.
Dal 2021, per volontà di papa Francesco, nel giorno in cui nel rito romano si celebra Cristo Re si celebra anche la Giornata mondiale della gioventù, che in precedenza ricorreva invece nella Domenica delle palme.

## Nelle Chiese protestanti
Nel calendario della Chiesa luterana la Festa di Cristo Re è inserita tra le Festività Maggiori.  Nelle chiese protestanti in cui la si celebra, la ricorrenza cade - come nel rito romano dal quale è stata mutata - l'ultima domenica dei rispettivi anni liturgici.
La Chiese luterana e anglicana la celebrano perché la sovranità di Cristo «è principalmente spirituale, universale e sociale, benefica».